# Marcin Rychcik
Marcin Rychcik (ur. 29 października 1973 w Działdowie) – polski aktor teatralny i filmowy.

## Życiorys
Jest absolwentem VII LO im. Juliusza Słowackiego w Warszawie i Szkoły Muzycznej II st. w Warszawie (Wydział Piosenki), którą ukończył przedstawieniem dyplomowym Cats w reż. Artura Barcisia w Teatrze Ateneum. Skończył filologię polską na Uniwersytecie Warszawskim. Na deskach teatru zadebiutował w musicalu Metro. Od roku 2000 jest związany z Teatrem Rampa na Targówku, gdzie gra rockmana Jima Morrisona w musicalu Jeździec burzy w reżyserii Arkadiusza Jakubika. Powstała także wersji koncertowa spektaklu pt. Morrison koncert. Od 2004 jest także aktorem Teatru Rozrywki w Chorzowie, gdzie występuje w spektaklu muzycznym Krzyk według Jacka Kaczmarskiego w reżyserii Roberta Talarczyka oraz w spektaklu Jekyll&Hyde.
W 2004 wydano jego książkę Roman Wilhelmi. I tak będę wielki! (wyd. Oficyna Wydawnicza "Rytm", 2004) będącą jego pracą magisterską. W 2015 powstało drugie rozszerzone wydanie książki o nowym tytule Roman Wilhelmi. Biografia (wyd. Axis Mundi).
Śpiewa w zespołach rockowych Talath Dirnen oraz The Ball..
W roku szkolnym 2010/2011 pracował jako nauczyciel języka polskiego w VII LO im. Juliusza Słowackiego w Warszawie.

## Filmografia
- 2005 – Na dobre i na złe jako Krzysztof, przyjaciel Bartosza Domagalskiego (gościnnie)
- 2006–2007 – Pogoda na piątek jako dziennikarz (seria I)
- 2007 – Daleko od noszy (gościnnie)
- 2007 – Regina
- 2008 – Plebania jako adwokat (gościnnie)